# Comuna Velîki Zozulînți, Krasîliv
Velîki Zozulînți (în ucraineană Великі Зозулинці) este o comună în raionul Krasîliv, regiunea Hmelnîțkîi, Ucraina, formată din satele Mali Zozulînți, Novosilka, Pidlissea, Uleanivka și Velîki Zozulînți (reședința).

## Demografie
Componența lingvistică a comunei Velîki Zozulînți
     Ucraineană (99,04%)
     Alte limbi (0,96%)
Conform recensământului din 2001, majoritatea populației comunei Velîki Zozulînți era vorbitoare de ucraineană (99,04%), existând în minoritate și vorbitori de alte limbi.